# Rue Brey
Rue Brey är en gata i Quartier des Ternes i Paris sjuttonde arrondissement. Gatan är uppkallad efter den franske arkitekten Auguste Joachim Brey (1795–1875). Rue Brey börjar vid Avenue de Wagram 19 och slutar vid Rue de Montenotte 13 och Avenue Mac-Mahon 18.

## Omgivningar
- Saint-Ferdinand-des-Ternes
- Triumfbågen
- Rue de l'Étoile
- Comédie-Wagram
- Place des Ternes
- Avenue de Wagram
- Rue de Montenotte
- Rue Troyon

## Bilder
| - Gatuskylt. - Saint-Ferdinand-des-Ternes. - Triumfbågen. - Place des Ternes, målning av Olga Boznańska från år 1903. |

## Kommunikationer
- Tunnelbana – linje  – Ternes
- Busshållplats Ternes – Mac-Mahon – Paris bussnät

### Webbkällor
- ”Rue Brey”. Mairie de Paris. https://web.archive.org/web/20190905053549/http://www.v2asp.paris.fr/commun/v2asp/v2/nomenclature_voies/Voieactu/1291.nom.htm. Läst 20 november 2023.
- ”Rue Brey (17ème arrondissement)”. Les rues de Paris. https://web.archive.org/web/20160409115647/http://www.parisrues.com/rues17/paris-17-rue-brey.html. Läst 20 november 2023.